# 인터라켄 동역
인터라켄 동역(독일어: Interlaken Ost)은 스위스 베른주에 있는 휴양지 인터라켄에 위치한 기차역이다. 융프라우 철도의 첫번째 역으로 융프라우로 가는 역이다. 한때는 인터라켄 세관역이라고 불렸고, 인터라켄 서역과 함께 인터라켄의 대표역이 되었다.
인터라켄 동역은 베르너 오버란트 철도(BOB), 첸트랄반 브뤼닉선, BLS 철도 툰호선의 3개의 철도 노선이 합류하는 중요한 합류점이다. 스위스 연방 철도와 독일 철도 여객 열차도 툰호선의 선로를 이용하여 운행을 하고 있다.
이 지역의 포스트버스 스위스 버스망의 기점이며, STI 교통 버스 노선이 툰까지 뻗어 있다. BLS 철도가 운영하는 여객선이 브리엔츠 호수에서 아레강을 항행하여 역 근처에 발착하고 있다.

## 역사
1872년 데어링겐에서 툰호를 경유하여 인터라켄역까지 표준궤를 적용한 뵈델리 철도가 개통되었다. 그 2년 후인 1874년에는 브리엔츠 호숫가의 뵈니겐까지 철도가 연장되었고, 그 도중에 인터라켄 세관역이 설치되었다. 당초, 이 노선은 스위스의 철도망에 연결되지 않았었고, 오로지 툰 호수와 브리엔츠 호수의 증기선에 연결하기 위한 것으로 이용되었다. 1893년에는 툰까지 노선이 연장되었고, 그 후에는 베른에 이르러, 결국 BLS철도의 일부가 되었다.

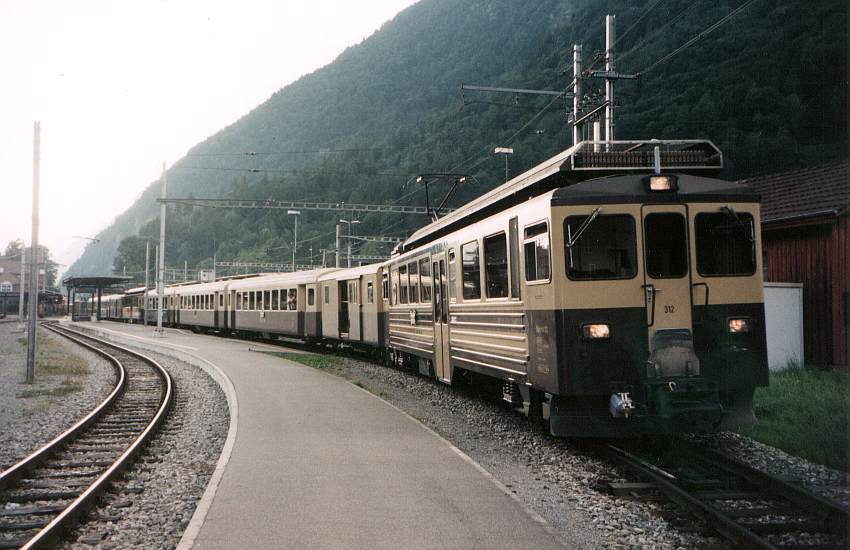
인터라켄 동역에 정차하는, 갈색과 크림색의 구 도장의 베르너 오버란트 철도 차량

1890년 관광객이 많이 방문하는 라우터브루넨과 그린델발트를 연결하는 미터 궤간을 적용한 베르너 오버란트 철도가 인터라켄 세관역을 종착역으로 개통했다. 그 결과, 인터라켄 세관역의 중요성이 늘어나, 역명을 인터라켄 동역으로 변경하였다. 동시에 그때까지의 인터라켄역은 인터라켄 서역으로 명칭이 재조정되었다.
그 사이, 1888년, 브리엔츠 호수의 브리엔츠에서 루체른 호수의 알프나흐슈타트까지, 미터 궤간을 적용한 브뤼닉선이 개통하여, 인터라켄에서 루체른까지 기선과 철도에 의해 연결되게 되었다. 1916년에는 브루닉선이 브리엔츠역에서 인터라켄 동역까지 연장되어 인터라켄에서 루체른까지도 철도로 연결되었다.
인터라켄 동역에서 뵈니겐역까지의 표준궤 여객 운송은 1969년에 폐지되었지만, 선로는 철거되지 않았고 BLS가 사용하고 있다.

## 운행

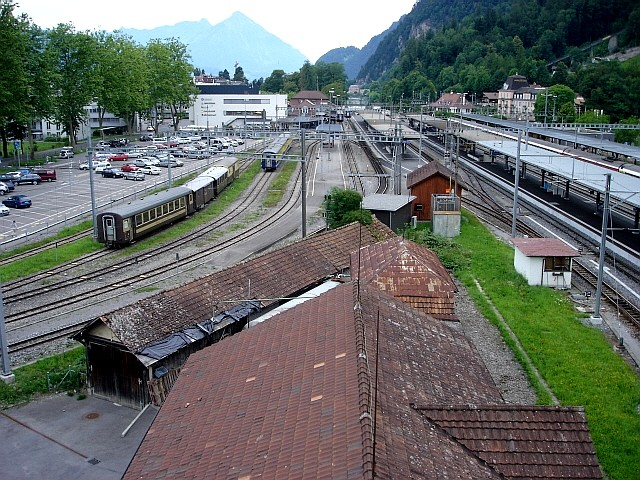
동쪽 사진, 왼편 앞에서 베르나 오버란트 철도, 오른쪽 앞에서 브루닉선, 오른쪽 안쪽에서 툰호선이 입선하고 있다

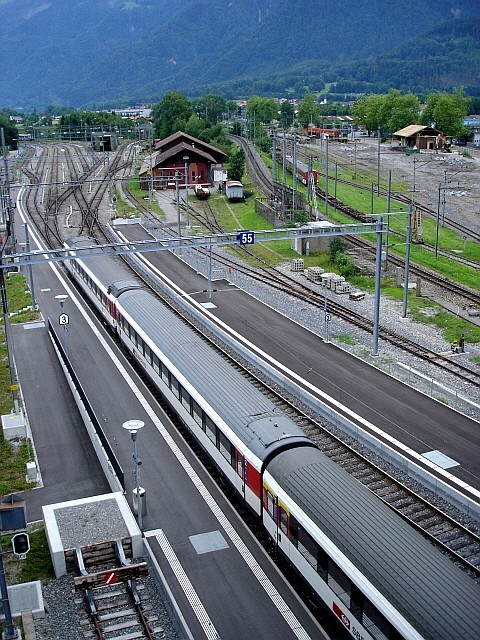
사쪽 사진, 앞이 표준궤의 툰호선으로 안쪽에서 접어든다.

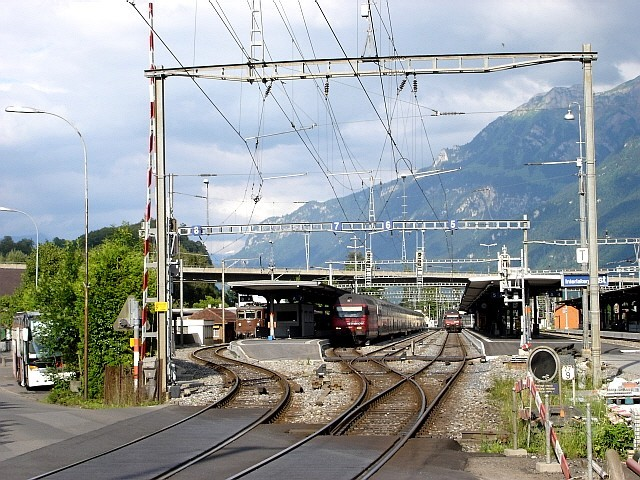
서쪽 사진, 툰호선이 앞에서 역의 최북쪽 홈으로 들어오고 있다.

### 역구조
세 방향에서 노선이 탑승하면서 입선하는 여객 운송의 모든 것이 이 역을 종착으로 하는 특징적인 구조를 가지고 있다. 궤간과 전기 회로가 다르기 때문에 상호 탑재가 이루어지지 않았다. 즉, 툰호선은 표준궤인 반면 베르너 오버란트 철도는 미터 궤간이다. 또한, 베르너 오버란트 철도는 직류 1500V인 반면, 다른 두 노선은 교류 15Kv이다.
브루닉선과 베르너 오버란트 철도의 홈은 이곳이 종점이 되어 역 서쪽에 선로가 없다. 이에 대해 표준궤의 선로는 여객 차량이 역의 동쪽으로 운행하지는 않지만, 선로는 1km 정도 계속되어 통과할 수 있게 되어 있어, 뵈니겐 방면에서의 BLS 철도가 사용하도록 제공된다.
홈은 8번선까지 있으며, 역사가 있는 남쪽에서 3개 선이 베르너 오버란트 철도, 다음 2개 선이 브루닉선, 북쪽의 3선이 툰호선의 홈이다.

### 운행열차
다음 열차가 인터라켄 동역에서 운행되고 있다.
- 유로시티 / 인터시티 / ICE : 바젤 SBB역까지 30분 간격. 유로시티 1개가 함부르크-알토나역행 . ICE 2개가 베를린 동역행
- 인터레기오 : 루체른역까지 1시간 간격.
- 레기오익스프레스 : 츠바이지멘까지 하루 4차례.
- 레기오 :
  - 첸트랄반 브뤼닉선 : 마이링엔까지 1시간 간격.
  - BLS 철도 : 슈피츠역까지 1시간 간격.
  - 베르너 오버란트 철도: 라우터브루넨역과 그린델발트역까지 30분 간격. 양쪽으로의 차량이 인터라켄 동역에서 츠바이뤼치넨역까지 연결 운행.